# Hexomyza websteri
Hexomyza websteri är en tvåvingeart som beskrevs av Malloch 1913. Hexomyza websteri ingår i släktet Hexomyza och familjen minerarflugor. Inga underarter finns listade i Catalogue of Life.